# Listă de episoade din Rick and Morty
Rick and Morty este un comedie americană animată de science fiction, creată de Justin Roiland și Dan Harmon. Seria urmărește Rick, un super-om de știință alcoolic, și nepotul său ușor distras, dar cu bunătate, Morty, în aventurile lor la dimensiuni alternative. Aceste aventuri cauzează frecvent probleme familiei lui Morty, care sunt adesea prinse în haos.
Seria a avut premiera pe 2 decembrie 2013, în cadrul programului de animație Adult Swim, care a durat sfârșitul săptămânii. Începând cu 1 octombrie 2017, 31 de episoade ale lui Rick și Morty au fost difuzate, încheind al treilea sezon. Pe 10 mai 2018, Adult Swim a anunțat o înțelegere pe termen lung cu creatorii, ordonând 70 de noi episoade ale lui Rick și Morty pe un număr necunoscut de anotimpuri.

## Episoade

### Sezonul 1
- Pilot
- Lawnmower Dog
- Anatomy Park
- M. Night Shaym-Aliens!
- Meeseeks and Destroy
- Rick Potion #9
- Raising Gazorpazorp
- Rixty Minutes
- Something Ricked This Way Comes
- Close Rick-counters of the Rick Kind
- Ricksy Business

### Sezonul 2
- A Rickle in Time
- Mortynight Run
- Auto Erotic Assimilation
- Total Rickall
- Get Schwifty
- The Ricks Must Be Crazy
- Big Trouble in Little Sanchez
- Interdimensional Cable 2: Tempting Fate
- Look Who's Purging Now
- The Wedding Squanchers

### Sezonul 3
- The Rickshank Rickdemption
- Rickmancing the Stone
- Pickle Rick
- Vindicators 3: The Return of Worldender
- The Whirly Dirly Conspiracy
- Rest and Ricklaxation
- The Ricklantis Mixup
- Morty's Mind Blowers
- The ABC's of Beth
- The Rickchurian Mortydate

### Sezonul 4
- Edge of Tomorty: Rick Die Rickpeat
- The Old Man and the Seat
- One Crew over the Crewcoo's Morty
- Claw and Hoarder: Special Ricktim's Morty
- Rattlestar Ricklactica
- Never Ricking Morty
- Promortyus
- The Vat of Acid Episode
- Childrick of Mort
- Star Mort Rickturn of the Jerri

### Sezonul 5
- Mort Dinner Rick Andre
- Mortyplicity
- A Rickconvenient Mort
- Rickdependence Spray
- Amortycan Grickfitti
- Rick & Morty's Thanksploitation Spectacular
- Gotron Jerrysis Rickvangelion
- Rickternal Friendshine of the Spotless Mort
- Forgetting Sarick Mortshall

- Rickmurai Jack

### Sezonul 6
- Solaricks
- Rick: A Mort Well Lived
- Bethic Twinstinct
- Night Family
- Final DeSmithation
- Juricksic Mort
- Full Meta Jackrick
- Analyze Piss
- A Rick in King Mortur's Mort
- Ricktional Mortpoon's Rickmas Mortcation

### Sezonul 7
- How Poopy Got His Poop Back
- The Jerrick Trap
- Air Force Wrong
- That's Amorte
- Unmortricken
- Rickfending Your Mort
- Wet Kuat Amortican Summer
- Rise of the Numbericons: The Movie
- Mort: Ragnarick
- Fear No Mort